# 레가타 스토리카

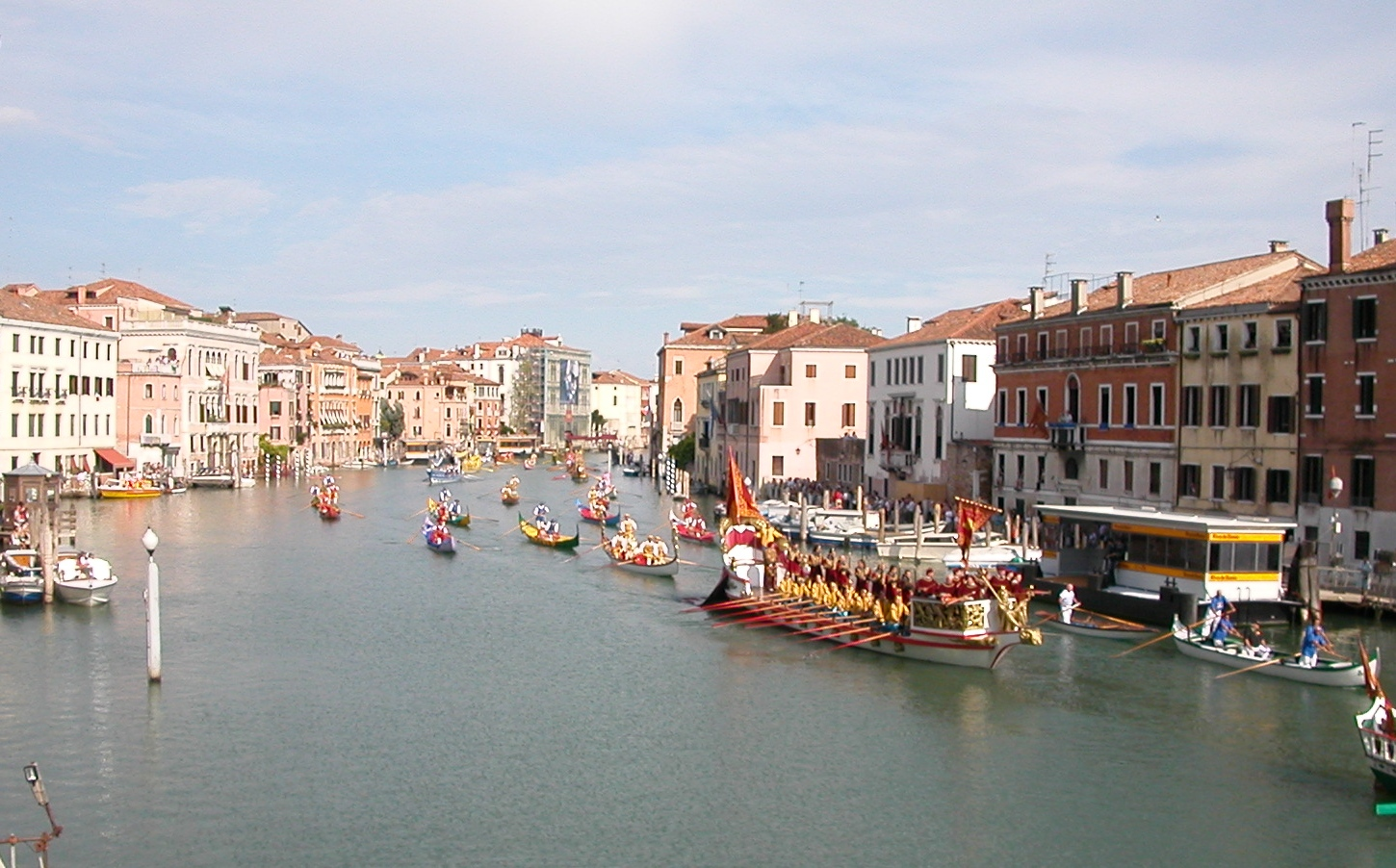
레가타 스토리카

레가타 스토리카(Regata Storica)는 이탈리아 베네치아에서 열리는 경주이다. 매년 9월 첫째 주 일요일에 행사를 하는데, 산타 루치아 역과 산 마르코 광장으로 이어지는 대운하에서 곤돌라 경주를 한다. 2~3일 전부터 다채로운 행사가 펼쳐지며, 대회 날에는 15세기 복장을 한 사람들이 곤돌라를 몰며 퍼레이드를 펼치고, 퍼레이드가 끝나면 곤돌라 경주를 한다.

## 시기
9월로 첫째주 일요일 오후 Regata Storica(곤돌라 노젓기 대회)라는 축제가 열린다.

## 장소
이 축제는 베네치아의 대운하 카날 그랑데에서 펼쳐진다. 베네치아 지역에 배 보관소가 각 지역에 있다. 오스피달레 앞바다에서도 대회 참가자들의 연습을 흔히 볼 수 있다. 이 무렵 하나의 일상처럼 배를 즐기는 사람도 많다.

## 유래
레가타 스토리가의 여러 유래 중 오랜 된 유래는 800년대에 거슬러 올라간다. 트리에스테 해적들이 여자들을 납치했는데, 베테치아 남자들이 운하를 거슬러 올라가 여자들을 구하고 자신들의 항해술을 기르기 위해 축제를 했다는 내용이다. 레카타 스토리가의 또 다른 기원은 단순한 노젓기 시합에서 이루어졌다는 것이다.

## 행사
레가타 스토리카가 열리는 카날 그랑데는 대회 준비로 바쁘다. 해군기지가 있는 쎌레스타 지역에는 700년 된 오래된 배창고가 있다.  이 곳에서는 레가타 스토리카를 화려하게 장식할 장식용 배를 보관하고 있다. 14세기경 베네치아가 해상무역으로 부를 누릴 당시 조선소지만 이제는 레가타 스토리카를 위해 배를 손보고 있다. 축제 때 모든 팀에게 꽃들을 축제 운영위원회에서 나누어 주고 있다.  꽃장식을 한 배는 관광객들에게 좋은 볼거리이다.
레가타 스토리카는 베네토 주민들에게 일 년 중에 가장 중요한 노젓기 시합이다. 비슷한 종류의 시함이 많지만 레가타 스토리카는 가장 의미있는 경기로 이 시합에서 챔피언이 진정한 노의 챔피언이라고 해도 과언이 아니다.
오후 2시 출발지점으로 참가하는 배들이 모이며, 2시45분부터는 카날 그랑데의 배의 운항이 중지한다. 사람들은 카날 그랑데에 따라 관람한다. 이날은 평소의 관광객의 몇 배에 이른다. 리알토 다리는 중심부에 있기에 행사를 관람하기에 좋은 장소다.
축제는 화려하게 치장된 퍼레이드로 시작된다. 1315년 당시 레가타 스토리카 때 귀족들의 ‘리쏘네’라고 불리는 10여대의 배가 행렬하는데서 비롯되었다. 당시 이 행렬 중앙에는 총도과 고관대작, 중요한 손님이 타는 부친토르가 위치하고 있었는데 지금도 그 전통은 그대로이다.

## 경기 순서
- 첫 번째 시작 경기:Regatta in Pupparini<레가타 인 푸빠리니>: 14~18세 사이의 청소년 뱃사공들의 경기로 대회시작을 알린다. (2인경기)
- 두 번째 경기:Regatta in Mascarete<레가타 인 마스카레테>: 여성 뱃사공들의 경기, 주로 20~40대가 많은 편이다. (2인경기)
- 세 번째 경기:Regatta in gondolini<레가타 인 곤돌리니>: 속도가 무척빨라서 보는 이들로 하여금 탄성을 자아내게 한다. 특징은 현직 베네치아 곤돌라 뱃사공들의 경기라 할 수 있으며 일 년 동안 크고 작은 레가타 경기를 거친 우승자들로만 치러지는 본선경기이다. (2~4인경기)
- 네 번째 마지막 경기:Regatta in caorline <레가타 인 카오를리네>: 곤돌리니<2~4인경기>와 달리 6명이 하는 것이 특징이다. 1200년 레가타 스토리카의 코스가 그대로 유지되고 있다. 6명이 이끄는 노젓는 속도가 모터보트 속도에 버금갈 정도로 파워풀 하다. Regatta Storica 대회의 꽃 이라 할 수 있으며 마지막 경기이다. 이쯤되면 거의 저녁 6시쯤 되며 대회 막바지에 이른다.

대회 참가자들 중 우승한 세 팀에게는 깃발이 주어진다. 1등은 빨강깃발- Bandiera Rossa, 2등은 하얀깃발- Bandiera Bianca, 3등은 녹색깃발- Bandiera Verde 4등에게는 파랑깃발이 상으로 주어지며, 예전에는 4등에 전통적으로 웃음거리가 되지말고 우승하라는 유머스러운 뜻으로 아기돼지를 부상으로 주어졌다. (6인경기)

## 명칭
시대에 따라서는 레가타 레아떼(왕의 레가타), 무솔리니 치하의 파시즘 치하 때는 레가타 파시스트로 오늘날에 와서는 레가타 스토리카로 불리게 되었다.